# Spoutnik 4
Spoutnik 4, également connu sous Korabl-Sputnik 1 (Russe: Корабль Спутник 1 signifiant « Vaisseau cosmique 1 »), est le nom d'un satellite artificiel non habité lancé par l'URSS dans le cadre du programme Spoutnik. Il fut conçu comme un test pour le programme de vols habités Vostok.

## Caractéristiques
- Type : Korabl (vaisseau cosmique)
- Masse : 4 540 kg[3] ; 6 480 kg[4]
- Développement : URSS
- Programme : Spoutnik
- Date de lancement : 19 août 1960
- Lieu de lancement : Cosmodrome de Baïkonour
- Lanceur : Vostok (fusée)

Bien que Spoutnik 4 ait été inhabité, c'était un prototype du premier vol spatial humain, Vostok 1, et le premier d'une série d'engins spatiaux utilisés pour tester les techniques du vol spatial habité. Il contenait des instruments scientifiques, un système de télévision, et une cabine biologique auto-entretenue avec un mannequin d'humain. L'engin a été conçu pour étudier le fonctionnement du système de support de vie et les contraintes de vol. Il a transmis par radio à la fois une vaste télémétrie et des communications vocales préenregistrées.

## Déroulement de la mission
Après son lancement, le 15 mai 1960, du Cosmodrome de Baïkonour, un défaut dans le système de guidage lui fit prendre une orbite trop élevée à 690 km.
Après quatre jours de vol, le 19 mai 1960, le module de descente a été séparé de son module d'équipement et les rétrofusées ont été actionnées, mais en raison d'une attitude incorrecte, le vaisseau spatial n'est pas rentré dans l'atmosphère comme prévu. Le module de descente est rentré dans l'atmosphère le 5 septembre 1962 avant de se désintégrer au-dessus de Manitowoc, dans le Wisconsin, aux États-Unis, où une pièce de l'appareil a été retrouvée. Le module d'équipement est rentré le 15 octobre 1965.

## «Cosmonautes fantômes»
Giambatista Judica-Cordiglia, qui a installé sa propre station d'écoute amateur à Torre Bert, près de Turin, aurait déclaré que des signaux radio avaient été reçus le 28 novembre 1960, qui auraient pu provenir de Spoutnik 4, qui contenait des communications vocales préenregistrées par radio afin de tester les retransmissions. Cela a conduit certains à croire en une théorie du complot selon laquelle le vaisseau spatial aurait pu être piloté par les Cosmonautes fantômes.